# Ibicui-Kammratte
Die Ibicui-Kammratte (Ctenomys ibicuiensis) ist eine Art der Kammratten. Die Art ist endemisch im Südwesten des Bundesstaats Rio Grande do Sul in Brasilien verbreitet, wo sie nur an sechs Fundorten nachgewiesen ist.

## Merkmale
Die Ibicui-Kammratte erreicht eine durchschnittliche Gesamtlänge von 23,4 Zentimetern mit einer Schwanzlänge von durchschnittlich 7,5 Zentimetern bei einem Gewicht von etwa 200 Gramm. Die Hinterfußlänge beträgt 37 Millimeter mit Klaue, ohne Klaue 34 Millimeter. Es handelt sich damit um eine vergleichsweise kleine Art der Gattung. Die Rückenfärbung ist gleichmäßig hellbraun. Die Bauchseite ist heller braun.
Der Karyotyp besteht aus einem doppelten Chromosomensatz von 2n = 50 mit 10 telozentrischen und 14 akrozentrischen Chromosomenpaaren (FN=68) Chromosomen. Die Spermien sind symmetrisch.

## Verbreitung
Das Verbreitungsgebiet der Ibicui-Kammratte ist auf den Süden von Brasilien beschränkt, wo die Art endemisch vorkommt und nur im Südwesten des Bundesstaats Rio Grande do Sul in Manoel Viana und in Maçambara nachgewiesen ist. Die Höhenverbreitung liegt bei etwa 90 bis 200 Metern.

## Lebensweise
Über die Lebensweise der Art liegen kaum Informationen vor. Sie lebt wie alle Kammratten weitgehend unterirdisch in Gangsystemen und ernährt sich vegetarisch von der verfügbaren Vegetation, vor allem von Gräsern und Laub. Als Lebensraum nutzt sie offene sandige Bereiche und Graslandschaften entlang und zwischen Waldgebieten. Die Tiere sind Einzelgänger (solitär); über die Fortpflanzung liegen keine Angaben vor.

## Systematik
Die Ibicui-Kammratte wird als eigenständige Art innerhalb der Gattung der Kammratten (Ctenomys) eingeordnet, die aus etwa 70 Arten besteht. Die wissenschaftliche Erstbeschreibung der Art stammt von einer Arbeitsgruppe um den brasilianischen Zoologen Thales R. O. de Freitas aus dem Jahr 2012, die sie anhand von Individuen der vier bekannten Fundorte aus dem Bundesstaat Rio Grande do Sul beschrieb. Aufgrund von molekularbiologischen Daten wird sie der torquatus-Gruppe um die Halsband-Kammratte (Ctenomys torquatus)  zugerechnet.
Innerhalb der Art werden neben der Nominatform keine Unterarten unterschieden.
Benannt wurde die Art nach dem Fluss Ibicuí, der nahe am Fundort der Tiere fließt. In der Sprache der Tupi-Guarani bedeutet das Wort „ibicuí“ zudem Sanddünen, wodurch es dem Lebensraum der Tiere entspricht.

## Status, Bedrohung und Schutz
Die Ibicui-Kammratte wird von der International Union for Conservation of Nature and Natural Resources (IUCN) aufgrund der kaum vorhandenen Daten zur Lebensweise und den Bestandsgrößen nicht in eine Gefährdungskategorie eingeordnet, sondern als „data deficient“ gelistet. Sie ist durch ihre Lebensraumpräferenzen und ihre Verbreitung regional beschränkt und in ihrem gesamten Verbreitungsgebiet durch Landwirtschaft, Waldbau und Wüstenbildung und damit durch die Fragmentierung und den Lebensraumverlust bedroht.

## Belege
1. 1 2 3 4 5 6 7 8 9 10  
Ibicui Tuco-tuco. In: T.R.O. Freitas: Family Ctenomyidae. In: Don E. Wilson, T.E. Lacher, Jr., Russell A. Mittermeier (Hrsg.): Handbook of the Mammals of the World: Lagomorphs and Rodents 1. (HMW, Band 6) Lynx Edicions, Barcelona 2016, ISBN 978-84-941892-3-4, S. 521.
2. 1 2 3  
Ctenomys ibicuiensis in der Roten Liste gefährdeter Arten der IUCN 2019. Eingestellt von: P. Engelbrektsson, 2016. Abgerufen am 20. April 2020.
3. 1 2  
Thales R.O. de Freitas, Fabiano A. Fernandes, Rodrigo Fornel, Paula A. Roratto: An endemic new species of tuco-tuco, genus Ctenomys (Rodentia: Ctenomyidae), with a restricted geographic distribution in southern Brazil. Journal of Mammalogy, 93(5), 2012, S. 1355–1367. doi:10.1644/12-MAMM-A-007.1